# Dropkick
Dropkick es una popular patada voladora en la que el atacante, situado ante el rival, salta manteniendo ambas piernas juntas y extendidas ante sí lo más alto posible, de modo que el cuerpo se halle recto en el aire en posición horizontal, golpeando al oponente con las plantas de ambos pies, antes de girar y caer boca abajo en el suelo.
Esta técnica es muy usada en disciplinas de artes marciales, así como en la lucha libre profesional, y tiene algunas variantes.

## Historia
El dropkick es un movimiento muy sencillo y fácil de ejecutar, razón por la cual es usada por muchos luchadores, siendo en la actualidad, uno de los movimientos característicos de la lucha libre junto al suplex y el DDT. Si bien, el dropkick es una variante de la patada voladora, tienen ciertas similitudes, a diferencia en posición y el uso de las piernas. 
Sus orígenes tiene en la década de 1930 y se le atribuye al luchador polaco Abe Coleman, apodado "El Tarzan Judío", quién dijo haberse inspirado en las patadas ejecutadas por los canguros mientras hacía una gira por Australia en 1930.

## Variaciones

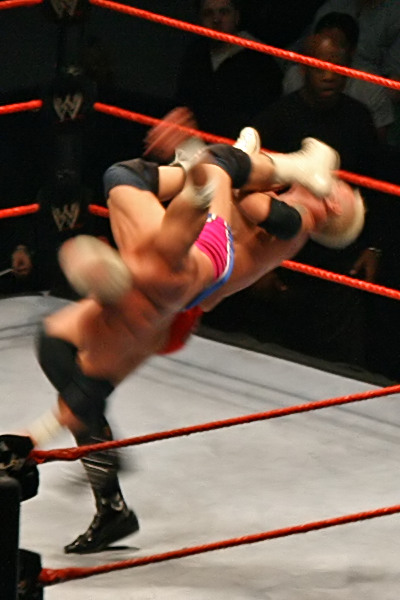
Espectacular Dropkick de Bob 'Hardcore' Holly sobre Mr. Kennedy en Rod Laver Arena, Melbourne Park, Melbourne, Australia

### Backflip dropkick
En esta técnica, el usuario salta manteniendo ambas piernas juntas y extendidas ante sí lo más alto posible, de modo que el cuerpo se halle recto en el aire en posición horizontal, golpeando al oponente con las plantas de ambos pies; en ese momento, el usuario aprovecha el impulso de rebotar contra el oponente y describe un giro hacia atrás volteando su cuerpo y aterrizando de pie o de cara al suelo. Esta variante, que es más difícil de realizar que la normal, suele realizarse con el oponente arrinconado y con la espalda apoyada en el esquinero para asegurar su estabilidad.

### Baseball slide
El atacante corre hacia el oponente y, dejándose caer al suelo a medio camino, se desliza por el suelo hasta él para golpear con sus pies las piernas del rival para hacerlo caer o, si el rival está agachado, su cara o pecho.
En la lucha libre profesional, esta técnica es a menudo usada desde dentro del ring para atacar a un usuario fuera del ring, deslizándose bajo las cuerdas para salir del suelo del cuadrilátero y golpear con los pies a un oponente cercano. Debe su nombre a su semejanza a un desliz hecho en béisbol para obtener una base.

### Front dropkick
El usuario salta manteniendo ambas piernas juntas y extendidas ante sí lo más alto posible, de modo que el cuerpo se halle recto en el aire en posición horizontal, golpeando al oponente con las plantas de ambos pies; al hacerlo, cae con su espalda en lugar de boca abajo. 

### Missile dropkick
En esta versión, usada sobre todo en la lucha libre profesional, es una versión elevada de la dropkick normal. En ella, el usuario sube a una posición elevada, como la tercera cuerda del poste del ring, y salta contra un oponente de pie cercano para golpearle con ambos pies antes de caer al suelo. La luchadora Brie Bella era la que la utilizaba comúnmente.

#### Corner-to-corner missile dropkick
En este movimiento, innovado por Rob Van Dam, el usuario sube a la tercera cuerda del ring y, habiendo dejado al oponente descansando en el rincón contiguo al suyo, salta hacia él, sobrevolando toda la anchura del ring (normalmente 6 metros, aunque depende del tamaño del ring) hasta aterrizar en el lugar, golpeando con los pies y toda la fuerza del impulso al oponente.
Esta técnica requiere una enorme fuerza de salto, por lo que es muy escasamente vista en luchadores. En algunas ocasiones, el usuario sitúa una silla o cualquier otro objeto ante la cara del oponente para impulsarla contra ella con la patada para facilitar el movimiento al no poder alcanzar toda la distancia. Esta costumbre fue popularizada por Shane McMahon.

#### Ropewalk dropkick
En esta técnica, el usuario sube a la tercera cuerda y corre por ella manteniendo el equilibrio, para después saltar en una dropkick normal contra un oponente que se halle cerca de las cuerdas o el esquinero.

#### Springboard dropkick
El usuario, situado en el exterior de las cuerdas del ring y agarrado a la superior, salta impulsándose con las piernas hasta apoyar los pies en la cuerda, soltando las manos y permaneciendo de pie sobre ella; desde esa posición, el luchador salta hacia delante, levantando las piernas para golpear a un oponente cercano con ambos pies.

### Single leg dropkick
En esta variación, el luchador salta elevando la pierna ante él para golpear al oponente con ella, cayendo de frente después. Este movimiento es muchas veces confundido con un arched big boot. Una versión front es actualmente utilizada por Drew McIntyre y Karl Anderson, quienes le llaman Claymore Kick y Rocket Kick, respectivamente.

### Somersault dropkick
El usuario corre hacia el oponente y salta dando una voltereta en el aire, golpeando con ambos pies al rival después de la rotación.

### Standing dropkick
El usuario salta manteniendo ambas piernas juntas y extendidas ante sí lo más alto posible, de modo que el cuerpo se halle recto en el aire en posición horizontal, golpeando al oponente con las plantas de ambos pies; tras ello, el usuario vuelve a aterrizar sobre sus pies en lugar de caer de espaldas al suelo. Este movimiento es complicado de realizar, por lo que no es muy común verlo.

### Stiff dropkick
El usuario espera a que el oponente se este levantando para aplicarle un dropkick.

### Tiger feint dropkick
El luchador salta entre la segunda y la tercera cuerda del ring y se agarra a ellas para sujetarse, usando el impulso para oscilar 180° en torno a ellas; al llegar a este punto, el usuario se impulsa con las cuerdas para extender su cuerpo en horizontal y levanta ambas piernas para golpear con las plantas de ambos pies a un oponente situado cerca de las cuerdas popularizado a nivel mundial por Rey Mysterio

### Leaping dropkick
El usuario salta por encima de los hombros de un réferi y termina aplicando un front dropkick a un luchador tercero el cual se podría encontrar distraído o inconsciente. Este movimiento fue utilizado por el luchador estadounidense Larry Chene hacia los años 50 y 60.